# دوران (زمین‌شناسی)
| گاه‌چینه‌شناسی          | زمین‌گاه‌شناسی | یادداشت‌ها                                     |
| --------------------- | ------------ | --------------------------------------------- |
| چینه‌ابردوران Eonothem | ابردوران Eon | جمعاً ۴ ابردوران. نیم میلیارد سال یا بیشتر     |
| چینه‌دوران Erathem     | دوران Era    | ۱۰ دوران شناخته‌شده. چندصد میلیون سال          |
| سامانه System         | دوره Period  | ۲۲ دوره شناخته‌شده. ده‌ها تا حدود صد میلیون سال |
| ردیف Series           | دور Epoch    | ۳۴ دور شناخته‌شده. ده‌ها میلیون سال             |
| اشکوب Stage           | عصر Age      | ۹۹ عصر شناخته‌شده. میلیون‌ها سال                |
| گاه‌بازه Chronozone    | گاه Chron    | زیربخش عصر. توسط ICS به‌کار نمی‌رود.            |

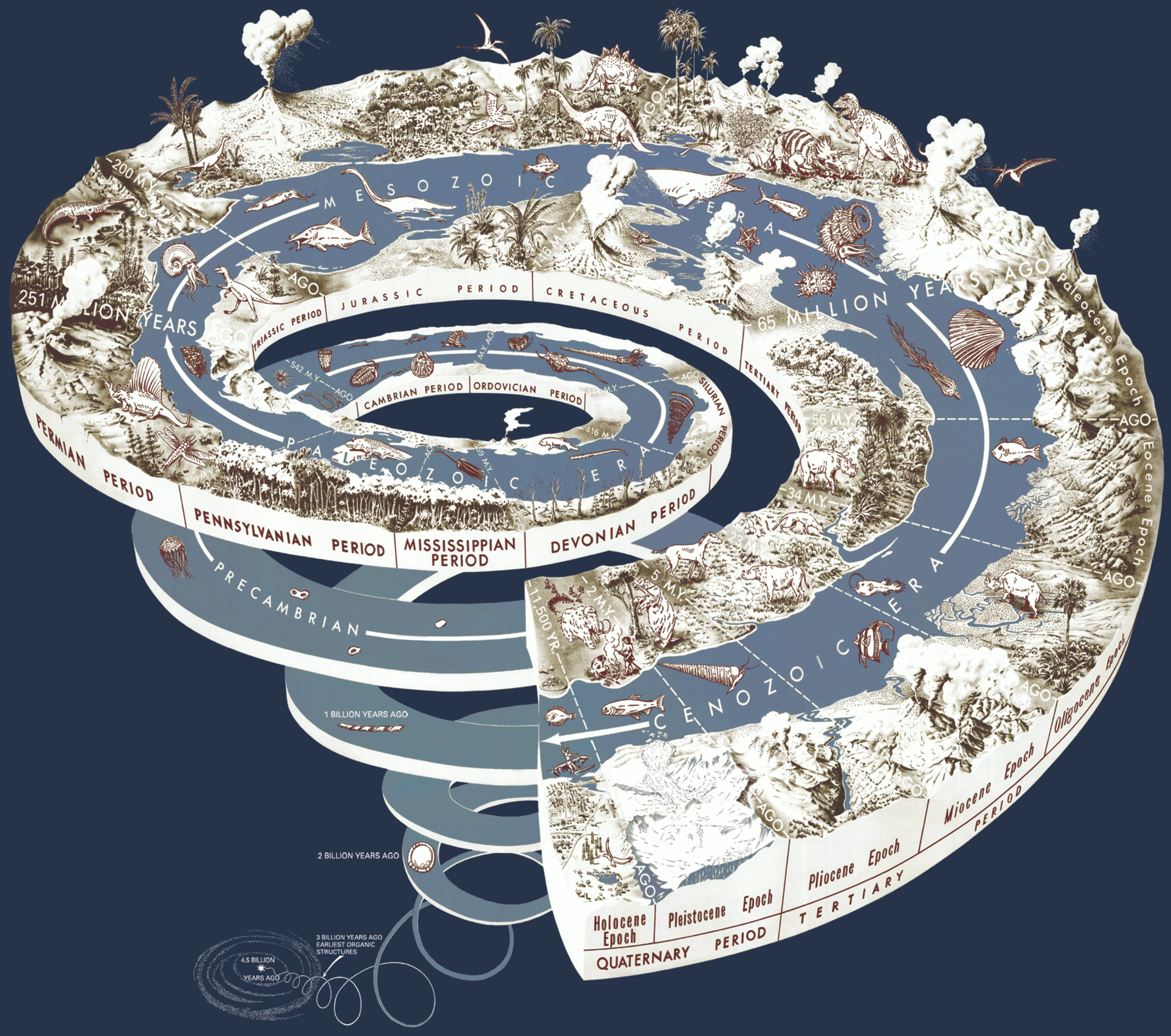

در زمین‌شناسی، دوران یا گشتمان (Era) یکی از تقسیم‌بندی‌های زمانی است. هر دوران، خود می‌تواند به چندین دوره و هر دوره به چندین دور بخش، تقسیم گردد.∗

| دوران       | میلیون سال پیش از این |
| ----------- | --------------------- |
| پارینه‌زیستی | ۲۳۰۰                  |
| پیشین‌زیستی  | ۲۳۰۰ تا ۱۴۲۰          |
| دیرینه‌زیستی | ۱۴۲۰ تا ۲۳۰           |
| میانه‌زیستی  | ۲۳۰ تا ۷۰             |
| نوزیستی     | ۷۹ تا امروز           |